# Абаја
Абаја "огртач" (колоквијално и чешће, арапски: عباية ʿабајах, посебно на књижевном арапском: عباءة ʿаба'ах; множина عبايات ʿабајат, عباءات ʿаба'ат), јесте хаљина, коју неке жене носе у деловима муслиманског света, укључујући северну Африку и Блиски исток и Арапско полуострво.
Абаја покрива цело тело осим главе, стопала и руку. Може се носити са никабом, велом на лицу који прекрива све осим очију. Неке жене такође носе дугачке црне рукавице, па су им и руке прекривене. Уобичајено је да се абаја носи у посебним приликама, попут посети џамији и прослави исламских празника за Рамазански бајрам и Курбан-бајрам. Индонежанска традиционална хаљина кебаја добила је име по абаји.

## Земље
Изван неких арапских држава, попут Саудијске Арабије, УАЕ -а и Катара, многе муслиманке не носе абају. Ретко се јавља у земљама попут Индонезије, Индије и Пакистана. Абаја се такође односи на различите одевне предмете у различитим земљама. У арапским државама Персијског залива имају тенденцију да буду црне боје.